# 秋风岭水库
秋风岭水库位于广东省汕头市潮南区两英镇北麓，是练江支流两英河上游控制性水库。库水面纵横约3公里，控制集雨面积约105平方公里，总库容量为6384万立方米。

## 历史
1952年土改的时候开始预留水库移民房屋及耕地。1956年6月，原潮阳县党代会通过建设秋风岭水库的决议，并成立筹建委员会。1957年开始水库移民。1958年7月，该水利工程正式开工，由两英、司马浦、峡山、胪岗、和平、陈店、铜盂等地万多民工实行三班制日夜施工。1959年10月完成土坝后，原潮阳县委又组织2万多民工进行灌区渠道工程配套，至1960年夏，完成100多公里的干、支渠道配套工程。